# Ilongot
De Ilongot zijn een volk dat in de zuidelijke gedeelten van de Sierra Madre en in de Caraballo Mountains woont aan de oostkant van het eiland Luzon. Er zijn tegenwoordig nog zo'n 2500 Ilongot. De Ilongot leven voornamelijk langs rivieren, die ze gebruiken om zich te verplaatsen en als bron voor voedsel. De Ilongot waren vroeger koppensnellers.